# Pogorzelice
Pogorzelice est une localité polonaise de la gmina rurale de Nowa Wieś Lęborska située dans le powiat de Lębork en voïvodie de Poméranie. Elle se trouve à environ 52 km à l'ouest de la capitale régionale Gdańsk.

## Géographie

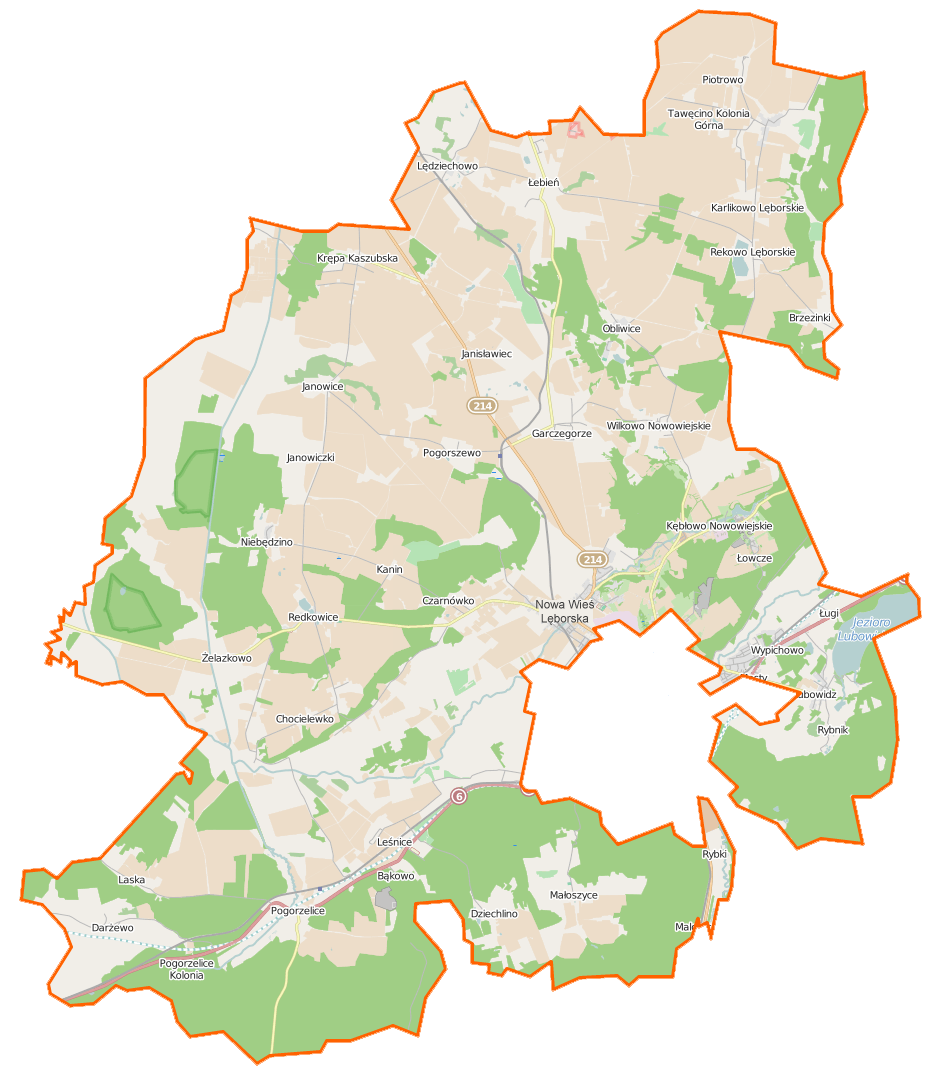
Carte de la gmina de Nowa Wieś Lęborska.